# Dmitri Milioutine
Pour les articles homonymes, voir Milioutine.
Le comte Dmitri Alexeïevitch Milioutine, né le 28 juin 1816 à Moscou, décédé le 25 janvier 1912 à Simeïz près de Yalta, est un militaire et un homme politique russe qui fut ministre de la Guerre de 1861 à 1881, ministre des Affaires étrangères de 1881 à 1881, et dernier maréchal de l'Empire russe.

## Biographie
Il était l'arrière-petit-fils d'Alexis Milioutine, chauffeur de poêles (istopnik) sous le règne d'Anne Ire de Russie. La légende disait que, tous les matins, Alexis Milioutine déposait un baiser sur les pieds de la tsarine et de son favori Biron. Il fut récompensé de sa fidélité en étant anobli.
Dimitri Milioutine fut l'auteur de vastes réformes militaires, ces dernières changèrent la physionomie de l'armée impériale de Russie dans les années 1860-1870.   

### Carrière militaire
Il sortit diplômé de l'École militaire de Moscou en 1833, de l'Académie militaire Nicolas en 1836. Contrairement à son frère cadet Nikolaï qui choisit une carrière dans l'administration civile, et à son autre frère, Vladimir qui opta pour la carrière journalistique, Dmitri Milioutine s'engagea pour prendre part à la Guerre du Caucase (1839-1845). Gravement blessé, il retourna à l'Académie militaire où, comme professeur il donna des conférences.
Quelques années plus tard, il gagna la réputation d'un grand érudit. Il soulignait la valeur scientifique des statistiques militaires, rédigea la première étude exhaustive de ce sujet, ce qui lui valut le Prix Demidov en 1847. Beaucoup de chefs militaires prirent Milioutine comme modèle et considérèrent son ouvrage sur la campagne militaire d'Italie de 1799 comme un sommet de sa carrière. En 1852 et 1853, il publia cinq volumes consacrés à l'élaboration de ses thèses sur la campagne de 1799.

### Carrière politique

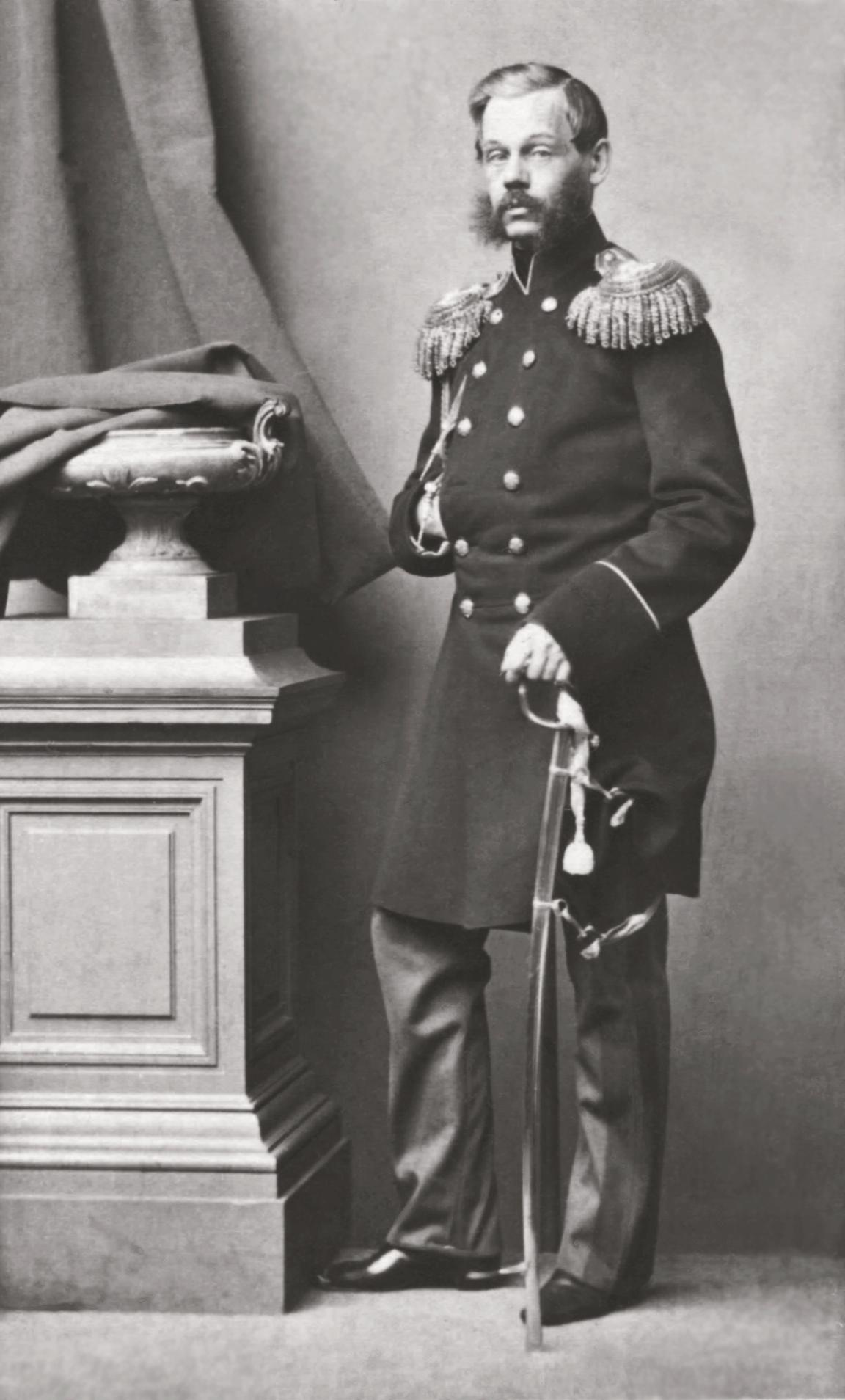
Sergueï Levitski, Dmitri Milioutine, photographie, vers 1860.

Tirant profit de ses connaissances, Milioutine appela à de profondes réformes militaires ; il analysa les causes de la défaite des armées russes lors de la Guerre de Crimée (1853-1856) et ses idées furent approuvées par Alexandre II : en 1861, le tsar le nomma ministre de la Guerre. Dix ans lui seront nécessaires pour mener à bien ses réformes militaire. Au terme de cette décennie, il put doter la Russie d'une armée moderne égale aux forces armées des autres pays européens. Pendant la Guerre du Caucase, Milioutine prit part à la capture de l'imam Chamil qui mit fin à la guerre.
Les réformes militaires menées par Milioutine au cours de son mandat de ministre de la Guerre donnèrent lieu en Russie à un système de réseaux et à la création de districts militaires. Il fit fermer les colonies militaires dans lesquelles des garçons de douze ans (en majorité de confession israélite) enrôlés de force étaient placés. Le service militaire devint obligatoire pour les hommes âgés de vingt ans. La formation militaire fut également réformée, on soumit les conscrits à un enseignement élémentaire obligatoire. Les réformes de Milioutine sont considérées comme un événement marquant dans l'histoire militaire de la Russie. Avec le recrutement militaire et l'armée professionnelle mis en place par Pierre le Grand, Milioutine créa l'armée russe telle qu'elle existe encore en Russie.
Le succès des réformes de Milioutine se manifesta dès la Guerre russo-turque de 1877-1878. En effet, après qu'à trois reprises les Russes tentèrent de prendre Plevna sans succès (1877), de nombreux experts militaires conseillèrent le retrait des troupes ; mais Milioutine ordonna de poursuivre le Siège de Plevna d'une manière plus ordonnée. En décembre 1877, Plevna tomba aux mains des Russes, puis le traité d'Andrinople fut signé le 19 janvier 1878. La Russie sortit victorieuse de cette guerre. À la fin de ce conflit, Milioutine diligenta une commission afin d'enquêter sur les problèmes d'approvisionnement et sur d'autres problèmes surgis lors du Siège de Plevna.
En reconnaissance de ses services, il fut décoré de tous les ordres russes, dont l'Ordre de Saint-André.
Après le Congrès de Berlin, il succéda à au prince Alexandre Gortchakov au poste de ministre des Affaires étrangères (1881).
L'assassinat d'Alexandre II, le 1er/13 mars 1881, rendit la position de Milioutine très inconfortable : supplanté par le conservateur Constantin Pobiedonostsev, il fut poussé à la retraite et, comme le grand-duc Constantin, il quitta Saint-Pétersbourg pour vivre en Crimée jusqu'à son décès survenu le 25 janvier 1912 à Simeiz près de Yalta.